# Le Temps d'un regard
Pour plus de détails, voir Fiche technique et Distribution.
Le Temps d'un regard est un film français réalisé par Ilan Flammer, sorti en 2007.

## Fiche technique
- Titre français : Le Temps d'un regard
- Réalisation : Ilan Flammer
- Photographie : Patrick Jan
- Pays d'origine :  France
- Genre : comédie
- Date de sortie : 2007

## Distribution
- Mathieu Demy : Antoine
- Marina Hands : Natalya
- André Wilms : M. Jules
- Fanny Cottençon : Mme Agnès
- Guy Montagné : Gaston
- Manuela Gourary : La marchande de journaux
- Gilles Cohen : Le pharmacien
- Wilfred Benaïche : M. Pic
- David Saracino